# Calathea ursina
Calathea ursina là một loài thực vật có hoa trong họ Marantaceae. Loài này được Standl. mô tả khoa học đầu tiên năm 1940.